# Bound for Glory (2017)
Bound for Glory 2017 fue la decimotercera edición de Bound for Glory, un evento pago por visión de lucha libre profesional producido por Impact Wrestling. Tuvo lugar el 5 de noviembre de 2017 en el Aberdeen Pavilion de Ottawa, Canadá.
Dentro del evento, se destacó el debut de Sami Callihan y Jimmy Jacobs, el regreso de Alberto el Patrón y el retiro de Gail Kim en Impact. Además, la lucha entre Taya Valkyrie y Rosemary no se pudo efectuar debido a problemas con la visa de Taya.

## Antecedentes
El 17 de agosto en Impact: Destination X, se mostró una promo acerca del debut de John Hennigan (más conocido como John Morrison), quien debutaría como Johnny Impact. El 17 de agosto en Impact Wrestling, Impact debutó en el 20-man Gaulent Match por el vacante Campeonato Global de la GFW pero fue eliminado finalmente por Eli Drake, quien ganó el título. El 14 de septiembre en Impact, Johnny derrotó a Low Ki, ganando la oportunidad de ser retador #1 por el Campeonato Global de la GFW. El 20 de agosto en Impact: Victory Road, fue derrotado por Drake. Después de la lucha, Impact fue atacado por Drake y Chris Adonis.
El 14 de septiembre en Impact, Ethan Carter III defendió el Gran Campeonato de Impact ante El Hijo del Fantasma. Tras esto, Pagano apareció para atacar junto con Fantasma a Carter aunque Eddie Edwards salió después para defenderlo. El 21 de septiembre en Impact, Carter y Edwards fueron derrotados por Fantasma y Pagano. Después de la lucha, estos últimos en compañía de El Texano Jr., atacaron a Carter y a Edwards hasta que James Storm salvó a sus compañeros.
El 17 de agosto en Impact: Destination X, Sienna derrotó a Gail Kim gracias a la interferencia de Taryn Terrell, quien hacía su regreso a Impact. Durante las siguientes semanas, se dieron varios combates en equipo entre Sienna, Taryn y Taya Valkyrie (quien había debutado recientemente) contra Kim, Rosemary y Allie. Debido a la rivalidad entre Rosemary y Taya; el 5 de octubre en Impact, Taryn reclamó una oportunidad titular, a lo que Kim también lo haría para que, finalmente Allie también lo solicitara. Esa misma noche, Karen Jarrett determinó que Sienna defendería su título en un Four-way Match contra Kim, Taryn y Allie. El 20 de octubre, Taryn abandonó la empresa por motivos administrativos, cambiando la lucha a una Triple Threat Match.

## Resultados
- Trevor Lee (c) derrotó a Dezmond Xavier, Garza Jr., Sonjay Dutt, Matt Sydal y Petey Williams, reteniendo el Campeonato de la División X de Impact (12:25).
  - Lee cubrió a Xavier después de un «Canadian Destroyer» de Williams.
  - Originalmente la lucha iba a ser un Ultimate X Match pero fue modificado en las últimas horas.
- Taiji Ishimori derrotó a Tyson Dux (4:50).
  - Ishimori cubrió a Dux después de un «450 Splash».
- Abyss derrotó a Grado en un Monster's Ball Match (10:40).
  - Abyss cubrió a Grado después de un «Black Hole Slam» sobre una tabla con alambre de púas.
  - Durante la lucha, Laurel Van Ness interfirió atacando a Grado.
  - Durante la lucha, Rosemary le aplicó un «Red Mist» a Van Ness y otro accidentalmente a Abyss.
  - Como consecuencia, Grado tuvo que dejar los Estados Unidos por causa de su visa.
- Team Impact (James Storm, Ethan Carter III y Eddie Edwards) derrotó a Team AAA (El Texano Jr., El Hijo del Fantasma y Pagano) (15:30).
  - Storm cubrió a Pagano después de un «Last Call».
- Ohio Versus Everything (Dave Crist & Jake Crist) (c) derrotaron a The Latin American Xchange (Ortiz & Santana) (con Konnan) en un 5150 Street Fight Match, reteniendo el Campeonato Mundial en Parejas de Impact (10:35).
  - Dave y Jake cubrieron a Ortiz después de que Sami Callihan le aplicara un «Piledriver» a Ortiz sobre una mesa.
- Gail Kim derrotó a Sienna (c) y Allie, ganando el Campeonato de Knockouts de Impact (9:40).
  - Kim cubrió a Sienna después de un «Eat Defeat» sobre la esquina del ring.
  - Originalmente la lucha iba a ser un Four-way Match que incluía a Taryn Terrell, pero tuvo que dejar la empresa por razones personales.
  - Como resultado, Kim logró el récord de ser 7 veces campeona de Knockouts.
  - Esta fue la última lucha de Kim en Impact Wrestling.
- Lashley y King Mo (con American Top Team) derrotaron a Moose y Stephan Bonnar en un Six Sides of Steel Match (10:40).
  - Lashley cubrió a Moose después de un «Spear».
  - Durante la lucha, American Top Team intervino a favor de Lashley.
- Eli Drake (c) (con Chris Adonis) derrotó a Johnny Impact, reteniendo el Campeonato Global de Impact (19:30).
  - Drake cubrió a Johnny después de que Alberto el Patrón golpeara a este último con una silla para luego colocar a Drake sobre Johnny.
  - Durante la lucha, Adonis intervino a favor de Drake.
  - Durante la lucha, Alberto salió para sacar al árbitro del ring evitando el conteo, atacar a Impact y a Drake.